# Ломоносовское (Северо-Казахстанская область)
Ломоносовское (каз. Ломоносовское) — упразднённое село в районе имени Габита Мусрепова Северо-Казахстанской области Казахстана. Упразднено в 2018 г. Входило в состав Ломоносовского сельского округа. Код КАТО — 596647200.

## Население
В 1999 году численность населения села составляла 87 человек (44 мужчины и 43 женщины). По данным переписи 2009 года, в селе проживало 32 человека (14 мужчин и 18 женщин).